# Michael P. Murphy
Michael P. Murphy (ur. 7 maja 1976, zm. 28 czerwca 2005) – amerykański żołnierz poległy w prowincji Kunar w Afganistanie.
Zginął 28 czerwca 2005 roku podczas misji w Afganistanie. Zadaniem jego czteroosobowej sekcji US Navy SEALs było wsparcie rozpoznawcze operacji Red Wings, mającej na celu schwytanie lub zabicie przywódcy talibów Ahmada Szaha.
Gdy ludność cywilna zaalarmowała talibów, żołnierze USN Seals zostali otoczeni przez (według różnych źródeł) 80-200 bojowników. Murphy z pełną świadomością opuścił kryjówkę, by wezwać pomoc dla kolegów. Udało mu się zaalarmować dowództwo, jednak wtedy został śmiertelnie ranny.
Wezwany na pomoc śmigłowiec MH-47 Chinook został strącony przez granatnik przeciwpancerny. W katastrofie zginęło 16 żołnierzy: ośmiu członków innego pododdziału USNavy SEALs i ośmiu żołnierzy 160 Lotniczego Pułku Operacji Specjalnych. Były to największe jednorazowe straty US Armed Forces od początku operacji w Afganistanie.
W sumie, po dwugodzinnej walce zginęli prawie wszyscy członkowie pododdziału Murphy’ego z wyjątkiem jednego – Marcusa Luttrella. Ranny zdołał przejść 11 km i zabić 6 talibów, po czym uzyskał schronienie w małej wiosce. Uratowano go po 6 dniach. Talibowie stracili w starciu z 4-osobowym pododdziałem US Navy SEALs ponad 30 partyzantów.
Michael Murphy za swoje zasługi został pośmiertnie odznaczony Medalem Honoru – najwyższym amerykańskim odznaczeniem wojskowym. Do 16 listopada 2010, kiedy odznaczenie to otrzymał Salvatore Giunta, Murphy był jedynym żołnierzem uhonorowanym Medalem Honoru za udział w tym konflikcie zbrojnym.
Jego imieniem został nazwany niszczyciel typu Arleigh Burke, USS „Michael Murphy”.